# Kadiš a jiné básně
Kadiš a jiné básně (anglicky Kaddish and Other Poems) je útlá sbírka básní amerického básníka Allena Ginsberga, představitele Beat generation, vydaná v roce 1961. Kniha je psána volným veršem.
Sbírka Kadiš je žalozpěvem o šílenství Ginsbergovy matky Naomi. Naomi se narodila v roce 1894 v carském Rusku, v roce 1905 odcestovala s rodiči do Ameriky, avšak celý život trpěla paranoidní schizofrenií. Často byla internována v různých psychiatrických zařízeních.
Ginsbergovo dětství tak bylo velmi těžce poznamenáno tímto matčiným stavem a Ginsberg v básni vzpomíná, jak ji musel vézt do blázince, vzpomíná, jak se mu nahá nabízela, její pokusy o sebevraždu,... V tomto díle se autor vyrovnává s bolestnou zkušeností a vyjadřuje i soucit, lítost a dokáže dát najevo synovskou lásku.
Na Ginsbergova otce Louise (mimochodem také básníka) báseň silně zapůsobila, shledal ji "srdcervoucí a úchvatnou", avšak byl znepokojen její otevřenou sexualitou. Požadoval po synovi vypuštění některých pasáží, s čímž Allen nesouhlasil a zamítl otcův požadavek. Byla to klasická ukázka generačních rozdílů .